# Herz-Jesu-Basilika (Hall in Tirol)

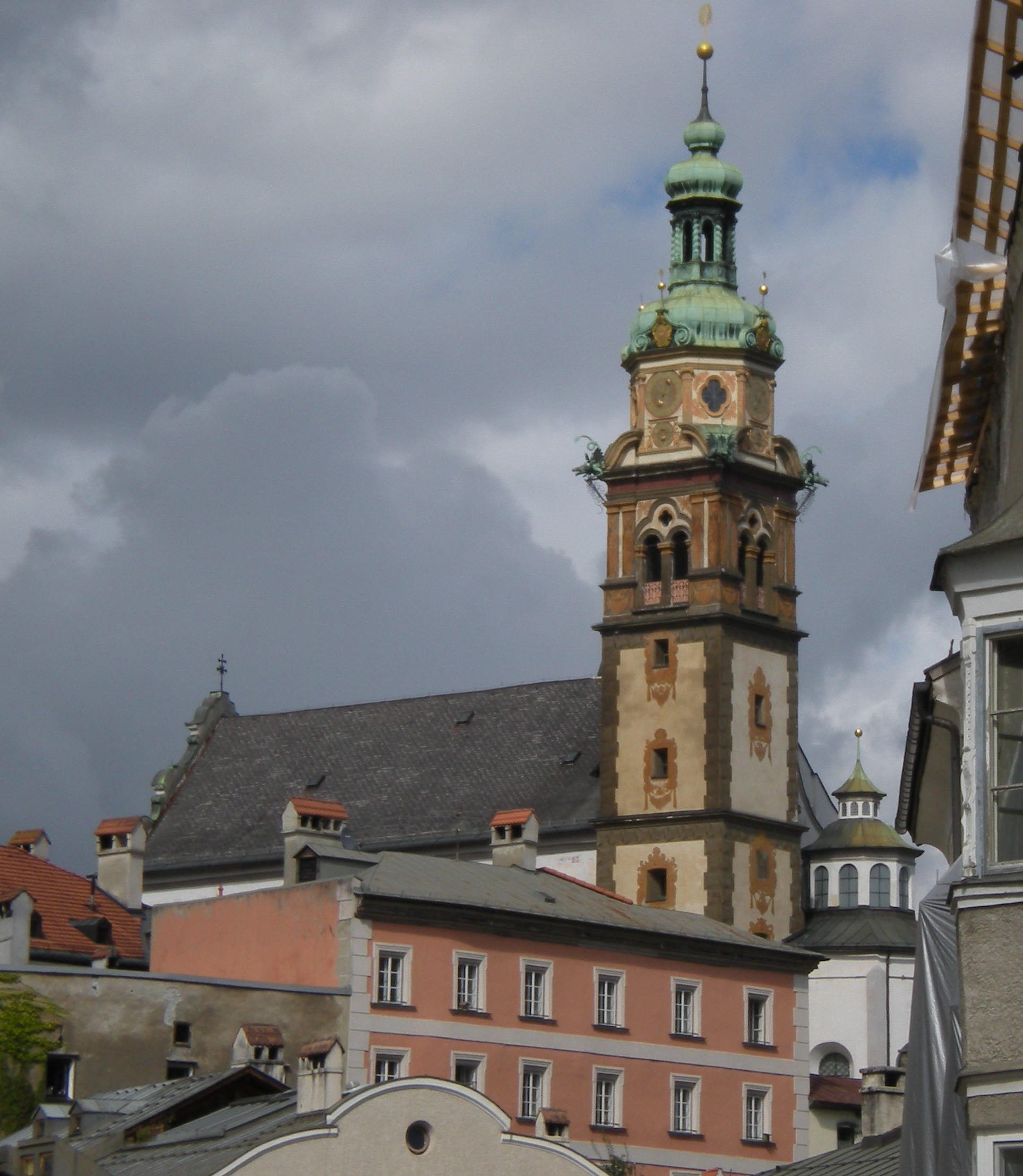
Die Herz-Jesu-Basilika von Südwesten

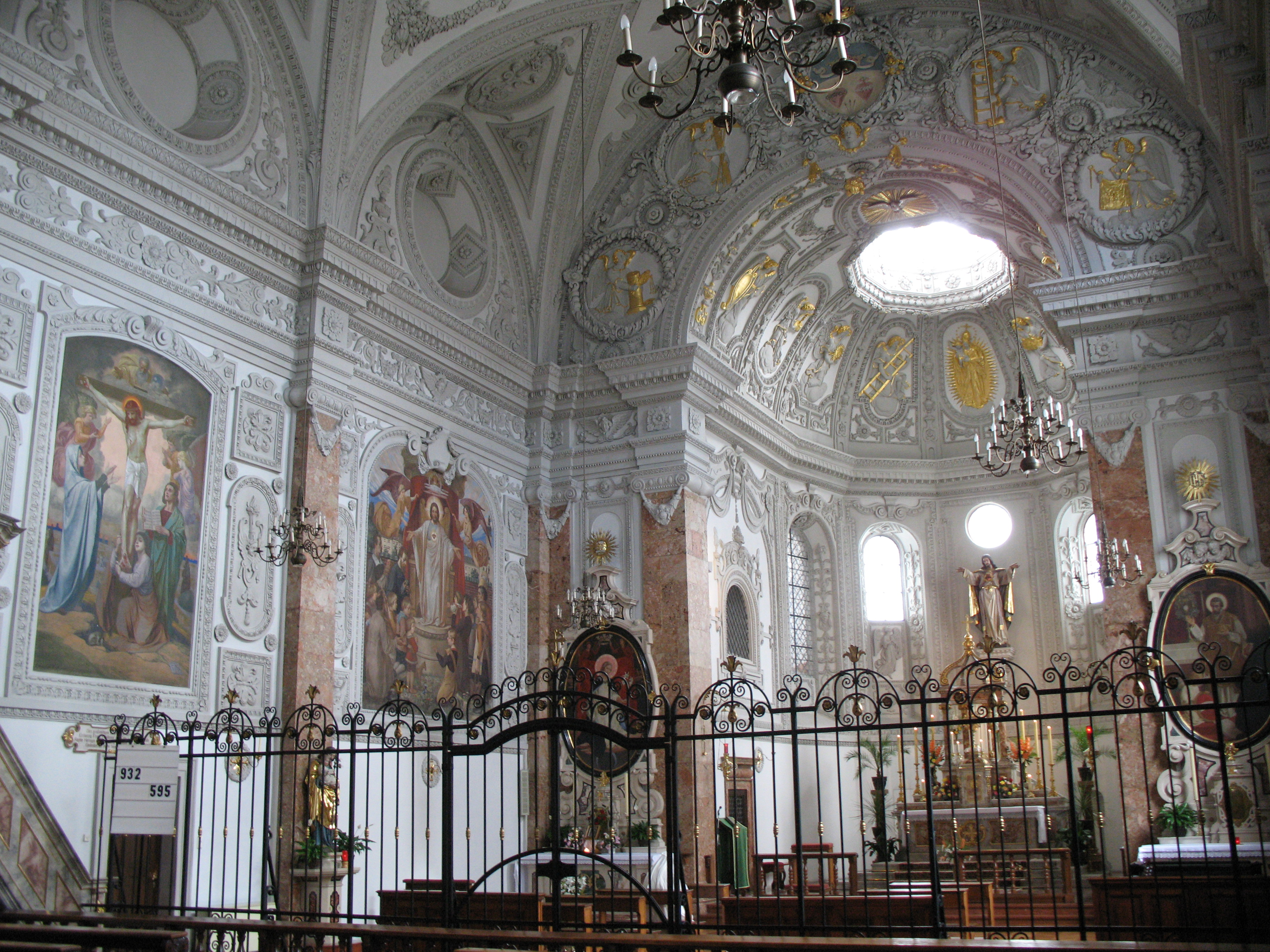
Innenraum, Blick zum Chor

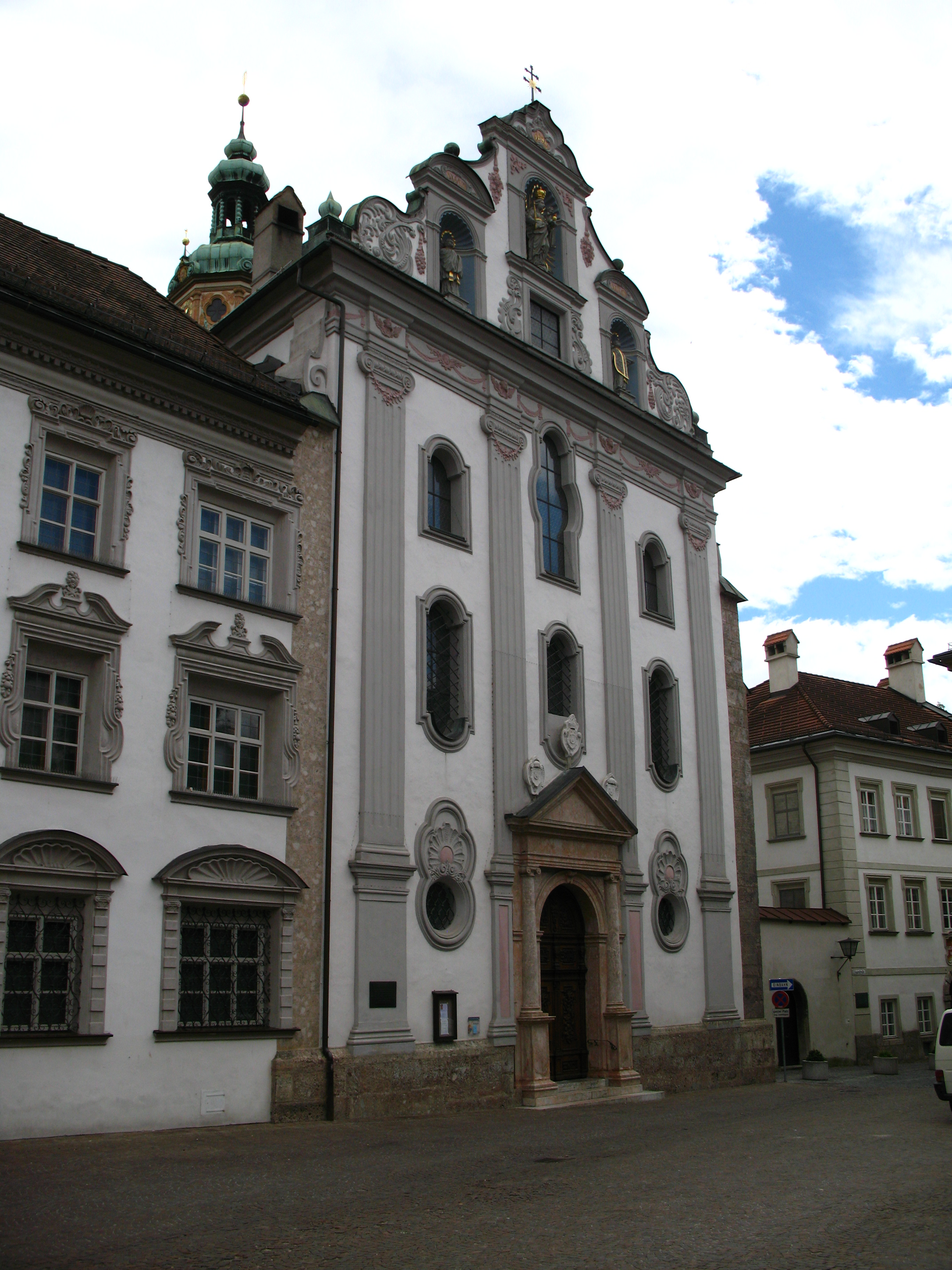
Eingangsfassade zum Stiftsplatz

Die römisch-katholische Herz-Jesu-Basilika am Stiftsplatz von Hall in Tirol gehört zum Haller Damenstift und gehört zur Diözese Innsbruck.

## Geschichte
Am 12. Mai 1567 wurde auf Betreiben von Erzherzogin Magdalena von Österreich der Grundstein gelegt. Die Stiftskirche wurde innerhalb von drei Jahren von dem Innsbrucker Hofbaumeister Giovanni Lucchese erbaut und am 11. November 1570 eingeweiht. Im Jahre 1670 beschädigte ein starkes Erdbeben den Kirchturm. Bei der Renovierung wurde der Spitzhelm durch den heutigen Kuppelturm ersetzt und die Kirche barockisiert.
1783 hob Kaiser Josef II. das Haller Damenstift auf. Das Stiftsgebäude wurde in der Folge als Wohnhaus genutzt und die Kirche 1786 profaniert. Die Einrichtung der Kirche wurde verkauft und das Gebäude diente in der Folge als Wagenremise, Militärwaffenlager und Obstmarkt. Erst 1914 wurde das Gotteshaus wieder eröffnet. Im selben Jahr erhielt die Kirche von Papst Pius X. den Titel Basilica minor.
Heute ist die Basilika ein Zentrum der Herz-Jesu-Verehrung in Tirol. Über dem Hochaltar thront eine große Herz-Jesu-Statue und die Schwestern vom Orden der Töchter des Herzen Jesu halten eine dauernde Anbetung in der Kirche.

## Kunst
Außen
- Marmorportal von Alexander Colin (um 1570)
- Außenfassade mit ionischen Säulen und den Statuen der hl.  Maria, des hl. Ignatius von Loyola und des hl.  Franz Xaver (um 1692)

Innen
- Einschiffiges, vierjochiges Tonnengewölbe (1570)
- Barock-Stuckaturen des Münchner Bildhauers Onofrius Weigl (um 1630) und des Innsbrucker Künstler Georg Holzmeister (um 1690)
- Fresken an Langhauswand des Innsbrucker Jugendstilmalers Emanuel Raffeiner (1919)
- Herz-Jesu-Statue des Innsbrucker Bildhauers Alois Winkler
- Ovalbilder an den Seitenaltären der Immaculata und des hl. Petrus Canisius des Haller Künstlers Franz Xaver Fuchs (um 1920)